# 퍽 (하키)

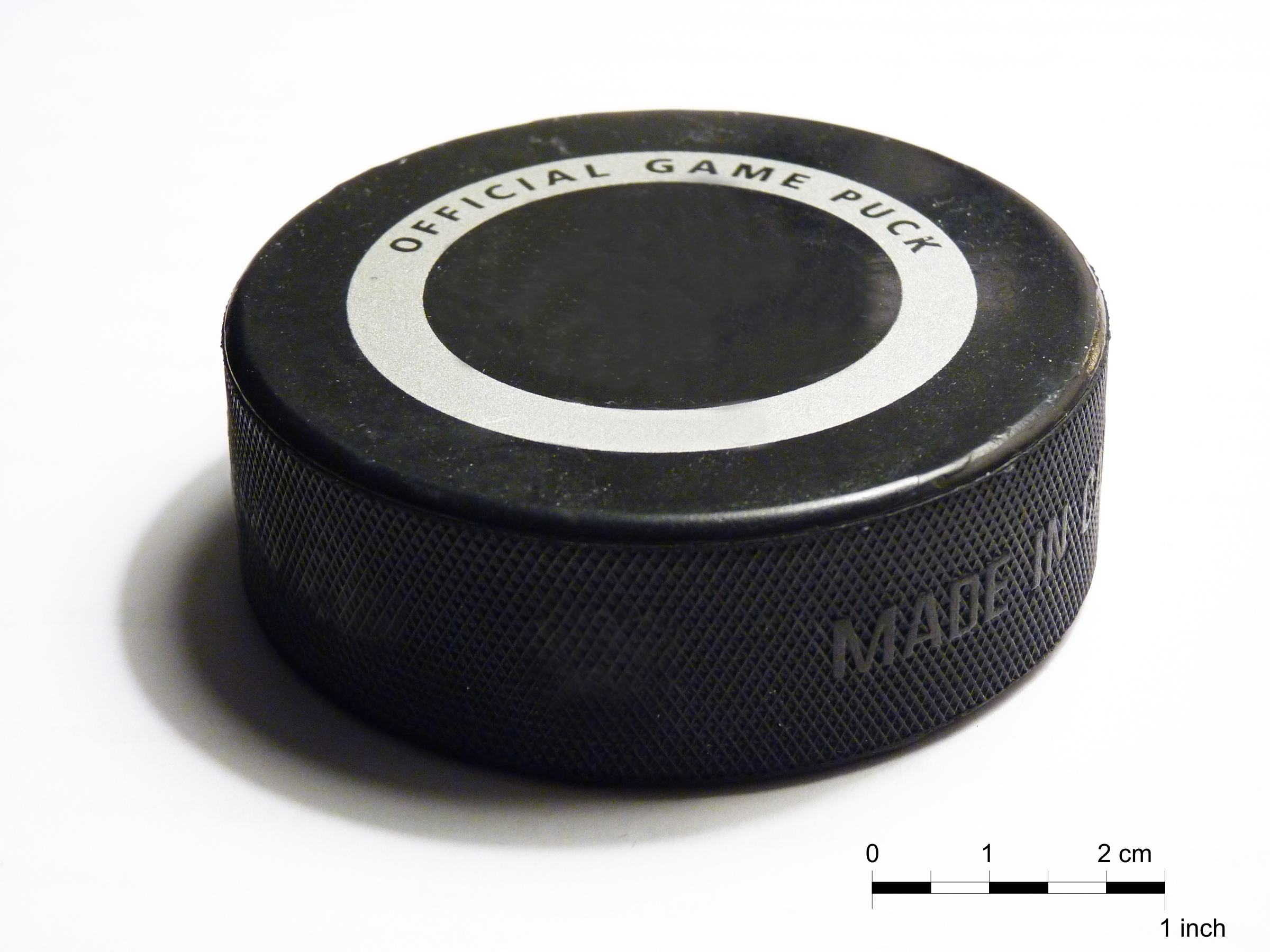
퍽

퍽(영어: puck)은 주로 하키에서 사용되는 볼의 일종이다. 가황처리된 경질 고무제의 원반으로, 아이스하키에서는 이것을 스틱으로 골을 넣어 득점을 겨룬다. 일반적으로 경기에 사용되는 퍽의 두께는 1인치 (2.54cm), 직경은 3인치 (7.62cm), 무게는 5.5에서 6온스 (156-170g)이다.

## 기원
아이스하키는 필드하키 고무공을 이용했었지만, 공의 상단과 하단을 잘라 오늘의 퍽의 모양을 만들어 것으로 생각되고 있다.

## 유래
퍽이라는 말이 사용하게 된 기원은 명확하지 않다. 그러나 옥스퍼드 영어 사전에 따르면 동사 "to puck"(막대 모양의 물건으로 찌르라는 의미의 poke와 동 어원)이라는 단어가 있으며, 아일랜드식 하키 헐링 (Hurling)에서 공을 치기 전에 진행하는 동작에 사용되는 단어에서 유래한 것으로 생각되고 있다.